# ルリアリ
ルリアリは、 学名はOchetellus glaber 動物界 節足動物門 昆虫網 ハチ目 ハチ亜目 アリ科 の昆虫である。体長は、約2.0〜3.5 mmである。他のアリと比較しても小さな種で、雄は1.6mmと小さく、女王アリは5mmほどである。体色は黒色で光沢があり、腹部はルリ色の光沢が、角度によってはわずかに見える。左胸の斜面はほとんど直立している。雨の多い時期になると、屋外から屋内に避難してくことがある。それが不快害虫として問題になることもある。
1862年にオーストリアの昆虫学者グスタフ・マイヤーによって報告されている。環太平洋ではオーストラリアを除き、中国、インド、日本、ニュージーランド、フィリピン、米国ではハワイとフロリダなど多くの国に分布。 南太平洋ではロードハウ島 、 ニューカレドニア 、 ノーフォーク島 、 レユニオン 、 ソロモン諸島で発見されている。

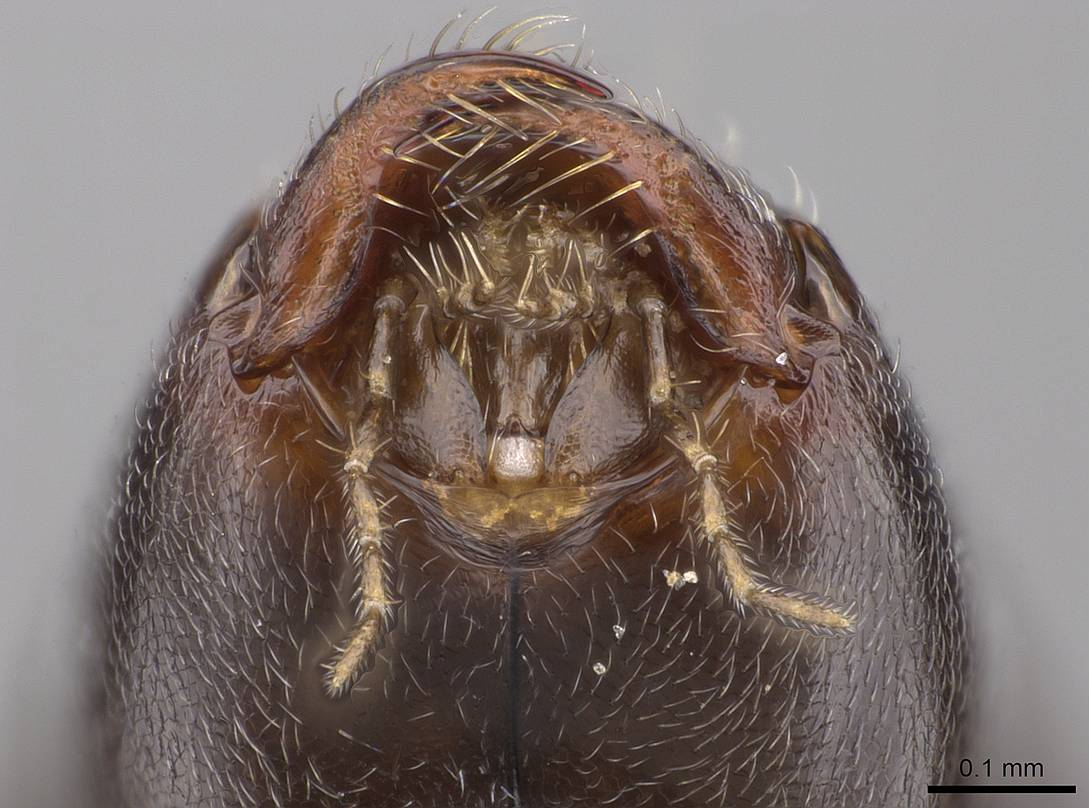
口の様子
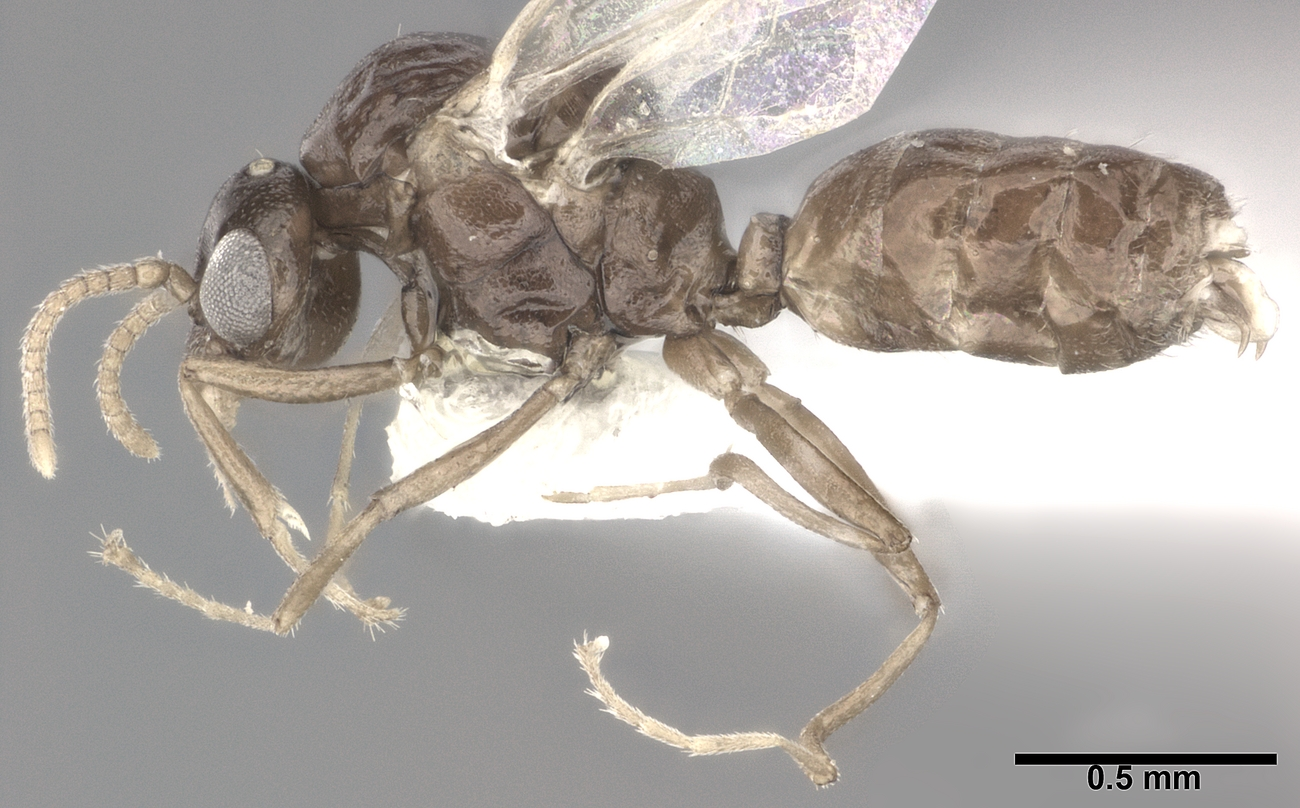
雄の側面
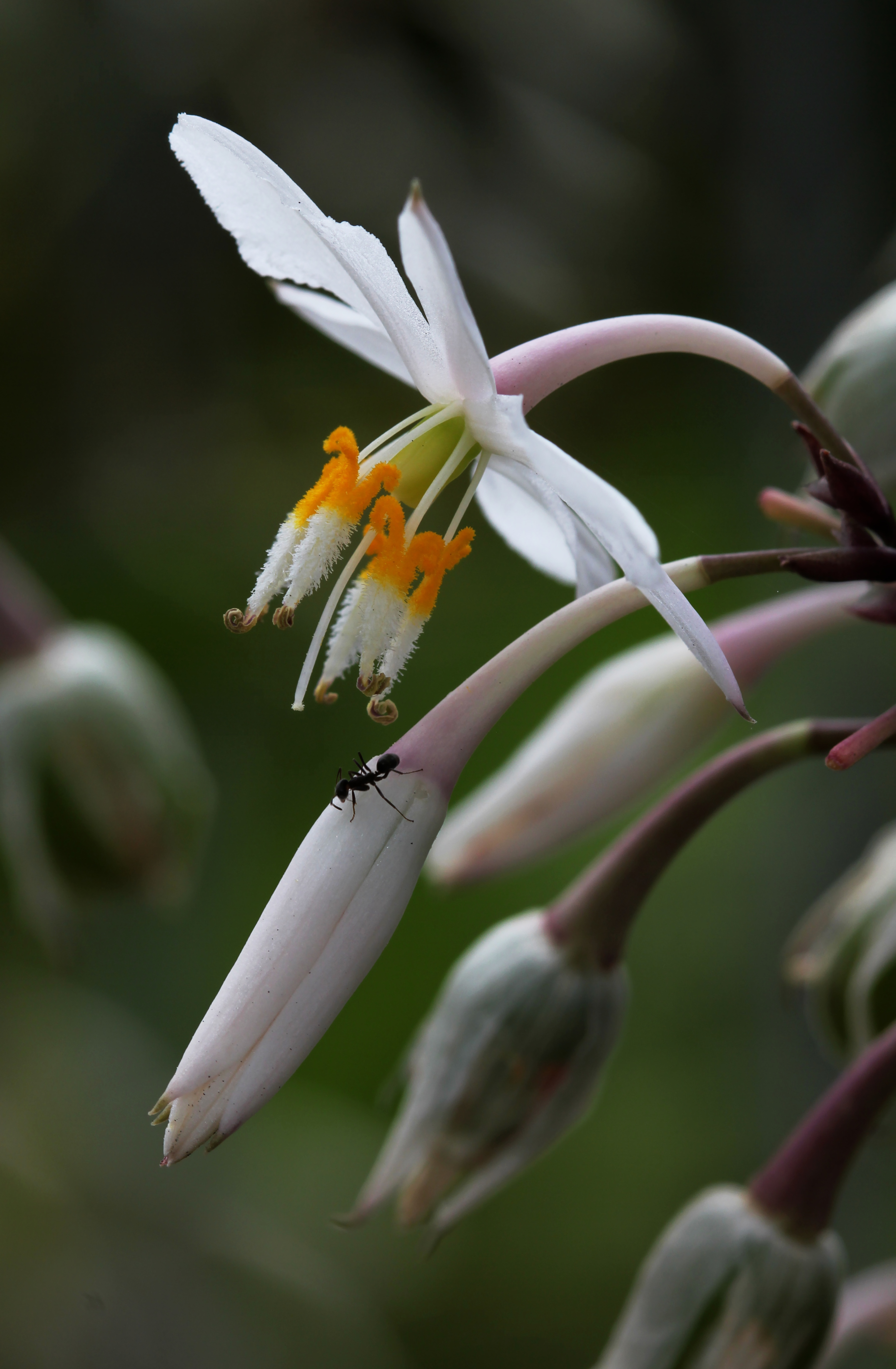
働きアリによるArthropodium cirrhatumの花からの採餌の様子（ニュージーランド、オークランド）
グリーンヘッドアリ （Rhytidoponera metallica）を攻撃する様子

## 参照資料

### 引用文献
- Heatwole, H.; Done, T.; Cameron, E. (1981). Community Ecology of a Coral Cay. A Study of One-Tree Island, Great Barrier Reef, Australia. The Hague: Springer Science & Business Media. ISBN 978-90-6193-096-9